# Anisocampium saitoanum
Anisocampium saitoanum är en majbräkenväxtart som först beskrevs av Sugim., och fick sitt nu gällande namn av Masahiro Kato. Anisocampium saitoanum ingår i släktet Anisocampium och familjen Athyriaceae. Inga underarter finns listade.